# Parc Południowy
 (avril 2023).
Si vous disposez d'ouvrages ou d'articles de référence ou si vous connaissez des sites web de qualité traitant du thème abordé ici, merci de compléter l'article en donnant les références utiles à sa vérifiabilité et en les liant à la section « Notes et références ».
Le Parc Południowy, est un parc paysager de Pologne situé dans le sud de Wrocław (arrondissement de Krzyki - Quartier de Borek). Il a une grande valeur en termes de composition et de dendrologie.
Parmi les spécimens remarquables du parc on peut citer : le taxodium (Taxodium distichum), le tulipier de Virginie (Liriodendron tulipifera), le noyer blanc d'Amérique (Carya ovata) et une espèce que l'on rencontre rarement en Pologne, le marronnier d'Inde à feuilles digitées (Aesculus hippocastanum 'Digitata').